# Novine (2017.)
Novine (eng. The Post) je američki politički triler iz 2017. godine čiji je producent i redatelj Steven Spielberg, a scenaristi Liz Hannah i Josh Singer. Radnjom smješten u rane 70-e godine prošlog stoljeća, u filmu su glavne uloge ostvarili Meryl Streep, Tom Hanks, Sarah Paulson, Bob Odenkirk, Tracy Letts, Bradley Whitford, Bruce Greenwood, Carrie Coon i Matthew Rhys. U središtu priče su novinari Washington Posta i New York Timesa koji su objavili tzv. Pentagonske papire - tajne dokumente koji se odnose na političko-vojnu involviranost SAD-a u državu Vijetnam.
Snimanje filma započelo je u svibnju 2017. godine u New Yorku. Film je svoju svjetsku premijeru imao u interaktivnom muzeju Newseum u Washingtonu dana 14. prosinca 2017., a u ograničenu kino distribuciju u SAD-u je krenuo 22. prosinca iste godine. U široku kino distribuciju krenuo je 12. siječnja 2018. godine (u hrvatskim kinima film se započeo prikazivati dan ranije, 11. siječnja).
Film Novine pobrao je hvalospjeve filmske kritike, a posebno su hvaljeni glumački nastupi Streep, Hanksa i Odenkirka. Mnogi su kritičari usporedili filmski portret Nixonove administracije s onom Donalda Trumpa. Nacionalno udruženje filmskih kritičara proglasilo je Novine najboljim filmom 2017. godine, a časopis Time te Američki filmski institut proglasili su ga jednim od deset najboljih filmova godine. Film Novine dobio je šest nominacija za nagradu Zlatni globus u kategorijama najboljeg filma (drama), najbolje glumice u drami (Streep), najboljeg glumca u drami (Hanks), najboljeg scenarija i najbolje originalne glazbe.

## Radnja
Zataškavanje u kojem su sudjelovala čak četvorica različitih američkih predsjednika nagnala je Kay Graham (Streep), prvu žensku vlasnicu novina, i njezinog ambicioznog urednika Bena Bradleeja (Hanks) da se pridruže dotad neviđenoj bitci između novinarstva i vlade u objavljivanju tzv. Pentagonskih papira.

## Glumačka postava
- Meryl Streep kao Kay Graham
- Tom Hanks kao Ben Bradlee
- Sarah Paulson kao Antoinette "Tony" Pinchot Bradlee
- Bob Odenkirk kao Ben Bagdikian
- Tracy Letts kao Fritz Beebe
- Bradley Whitford kao Arthur Parsons
- Bruce Greenwood kao Robert McNamara
- Matthew Rhys kao Daniel Ellsberg
- Alison Brie kao Lally Graham
- Carrie Coon kao Meg Greenfield
- Jesse Plemons kao Roger Clark
- David Cross kao Howard Simons
- Zach Woods kao Anthony Essaye
- Pat Healy kao Phil Geyelin
- John Rue kao Gene Patterson
- Rick Holmes kao Murray Marder
- Philip Casnoff kao Chalmers Roberts
- Jessie Mueller kao Judith Martin
- Stark Sands kao Don Graham
- Brent Langdon kao Paul Ignatius
- Michael Stuhlbarg kao Abe Rosenthal
- Christopher Innvar kao James Greenfield

## Produkcija
U listopadu 2016. godine producentica Amy Pascal otkupila je prava na scenarij filma Novine autorice Liz Hannah. U veljači 2017. godine, Steven Spielberg je prekinuo pretprodukciju filma The Kidnapping of Edgardo Mortara nakon problema s dodjelom uloga pa je njegov raspored postao otvorenim za režiranje novog potencijalnog uratka. Mjesec dana kasnije službeno je objavljeno da se Spielberg nalazi u pregovorima za produkciju i režiju filma u kojem bi glavne uloge trebali odigrati Meryl Streep i Tom Hanks - uloge Katherine Graham i Bena Bradleeja. Film Novine na taj je način označio prvu zajedničku suradnju redatelja Spielberga, glumice Streep i glumca Hanksa.
Nakon što je pročitao scenarij, Spielberg je odlučio da ga je potrebno čim prije snimiti uz izjavu: "Kada sam pročitao prvu verziju scenarija, shvatio sam da ovo nije priča koja bi trebala biti ispričana za dvije ili tri godine - to je bila priča koja treba biti ispričana danas". Spielberg je odlučio raditi na filmu Novine dok je istovremeno vodio postprodukciju svog novog visokobudžetnog spektakla Igrač broj 1 (nešto slično već je bio ranije napravio s filmovima Schindlerova lista i Jurski park). Josh Singer dobio je zadatak prepraviti scenarij deset tjedana prije početka snimanja filma.
Tijekom produkcije nekoliko bivših novinara New York Timesa koji su bili uključeni u slučaj Pentagonskih papira uključujući Jamesa Greenfielda, Jamesa Goodalea, Allana Siegala i Maxa Frankela protivili su se snimanju filma zbog toga što su smatrali da uloga Timesa u objavi priče nije dovoljno istaknuta. Goodale, koji je u to vrijeme bio savjetnik Timesa, kasnije je prozvao film Novine "dobrim uratkom loše prikazane povijesti".
Snimanje filma započelo je 30. svibnja 2017. godine u New Yorku. Dana 6. lipnja 2017. objavljeno je da će u filmu radnog naziva The Papers nastupiti Alison Brie, Carrie Coon, David Cross, Bruce Greenwood, Tracy Letts, Bob Odenkirk, Sarah Paulson, Jesse Plemons, Matthew Rhys, Michael Stuhlbarg, Bradley Whitford i Zach Woods. Dana 25. kolovoza 2017. naslov filma promijenjen je u onaj pod kojim ga danas poznajemo - The Post. Spielberg je snimanje filma završio 6. studenog 2017. godine, a tjedan dana kasnije dovršena je i montaža zvuka uz originalnu glazbu (13. studenog).

### Glazba
Redoviti glazbeni kompozitor Spielbergovih filmova, John Williams, skladao je glazbu i za ovaj film. Williams je prvotno trebao skladati glazbu za Spielbergov nadolazeći blockbuster Igrač broj 1, ali zbog toga što su oba filma imala sličan raspored postprodukcije, Williams je odlučio raditi na ovom projektu, dok je Alan Silvestri preuzeo posao glavnog skladatelja filma Igrač broj 1. Film Novine označio je dvadeset i osmu zajedničku suradnju Williamsa i Spielberga. Glazba iz filma Novine kombinacija je orkestralnih i samostalnih instrumenata uz blagu upotrebu elektronike.
Snimanje glazbe započelo je 30. listopada 2017. godine u Sonyjevom glazbenom studiju "Barbra Streisand" u Los Angelesu. Dana 22. prosinca 2017. godine u prodaju je puštena digitalna verzija soundtracka, a fizička verzija našla se u dućanima dana 12. siječnja 2018. godine.

#### Službeni soundtrack
| 1.    | »The Papers«                           | 3:56  |
| 2.    | »The Presses Roll«                     | 5:01  |
| 3.    | »Nixon's Order«                        | 1:47  |
| 4.    | »The Oak Room, 1971«                   | 1:46  |
| 5.    | »Setting the Type«                     | 2:34  |
| 6.    | »Mother and Daughter«                  | 3:23  |
| 7.    | »Scanning the Papers«                  | 2:23  |
| 8.    | »Two Martini Lunch«                    | 2:34  |
| 9.    | »Deciding to Publish«                  | 5:42  |
| 10.   | »The Court's Decision and End Credits« | 11:04 |
| 40:10 |                                        |       |

## Kino distribucija
Svoju svjetsku premijeru film Novine imao je 14. prosinca 2017. godine u interaktivnom muzeju Newseum u Washingtonu. U ograničenu kino distribuciju u SAD-u krenuo je 22. prosinca 2017., a u široku 12. siječnja 2018. godine. Dan ranije, 11. siječnja, započeo se prikazivati u hrvatskim kinima. Međunarodni distributeri filma u kinima su kompanije Universal Pictures, Reliance Entertainment i Entertainment One Films koje sve imaju distribucijski ugovor s kompanijom Amblin Partners.

### Marketing
Prva službena fotografija filma Novine objavljena je 31. listopada 2017. godine. Kino najava za film svoju je ekskluzivnu premijeru imala 7. studenog 2017. godine na televizijskoj emisiji The Late Show with Stephen Colbert, a dan kasnije službeno je objavljen i plakat filma. Prvi televizijski spot pod nazivom Uncover the Truth (u slobodnom prijevodu "razotkrijte istinu") započeo se prikazivati na malim ekranima od 21. studenog 2017. godine.

## Povijesna točnost
Film Novine uvelike smanjuje ulogu koju su novinari New York Timesa imali u objavi Pentagonskih papira, a uveličava umiješanost Washington Posta u cijeloj priči. U intervjuu za izdanje Columbia Journalism Review, bivši suradnici New York Timesa James Greenfield (koji je u vrijeme objave Pentagonskih papira bio glavni koordinator), James Goodale (glavni savjetnik Timesa u vrijeme objave) i Max Frankel (šef ureda Timesa u Washingtonu) kritizirali su film i njegov portret novina u kojima su radili. New York Times nije samo objavio Pentagonske papire prije nego što je to učinio Washington Post, već je tom objavom također i postavio temelj za pravnu bitku koja će uslijediti između medija i vlade SAD-a. Times je 1972. godine osvojio Pulitzerovu nagradu za doprinos javnosti, a tadašnji žiri novinara koji su je dodijelili u svojem su objašnjenju istaknuli ne samo važnost doušnika Daniela Ellsberga, već i hrabrost novinara Neila Sheehana, Hedricka Smitha, Foxa Butterfielda i E. W. Kenworthyja te istaknuli da je njihov rad bio "kombinacija istraživačkog novinarstva, analitike, istraživanja i kvalitetnog pisanja - sve to dovelo je do iznimnog rada za javnu službu, ne samo za čitatelje Timesa, već i za cijelu naciju". U članku za The Daily Beast, Goodale je istaknuo da je Times objavio Pentagonske papire odmah nakon što ih je Ellsberg dao Sheehanu te nadodao: "Film Novine daje nam lažno naslutiti da je Post bio glavni igrač u objavi Papira; kao da je Hollywood snimio film o Timesovoj trijumfalnoj ulozi u aferi Watergate".

## Kritike
Na popularnoj internetskoj stranici Rotten Tomatoes film Novine ima 87% pozitivnih ocjena temeljenih na 203 zaprimljena teksta uz prosječnu ocjenu 8.1/10. Zajedničko mišljenje kritičara te stranice je: "Vremensko razdoblje koje nam donosi film Novine predstavlja praktički aktualne teme koje svojom režijom i uz pomoć fantastičnog glumačkog ansambla Spielberg oživljava na zavidan način". Na drugoj stranici koja se također bavi skupljanjem filmskih kritika, Metacritic, film Novine ima prosječnu ocjenu 83/100 temeljenu na 49 zaprimljenih tekstova.
Alonso Duralde iz TheWrapa hvalio je glumačka ostvarenja i Spielbergovu režiju premda je istaknuo da mu se scenarij u ponekim trenucima činio manjkavim: "Film Novine prolazi najteži test za povijesnu dramu: gledajući ga gledatelj shvaća da su odluke koje likovi u njemu donose u ono vrijeme bile iznimno teške, ali u isto vrijeme film stvara napetost u vezi svih detalja koji su bili potrebni kako bi se te iste odluke ostvarile". David Ehrlich iz IndieWirea dao je filmu ocjenu -5 uz opasku: "Nikome ne treba objašnjavati kako se povijest ponavlja, ali film Novine je bitan zbog toga što prikazuje ekstazu pokušaja borbe za pravdu; branjenje fundamentalnih osnova Ustava nije bilo ovako zabavno još od doba Hamiltona".
Pišući za Entertainment Weekly, Chris Nashawaty dao je filmu pozitivnu ocjenu uspoređujući ga s prijašnjim filmovima o novinarstvu, posebno s uratkom Svi predsjednikovi ljudi: "Spielbergova režija omoguće nam da vrlo lagano pratimo ove ključne dane američke povijesti. Ali ako postavite film Novine uz bok filmu Svi predsjednikovi ljudi shvatit ćete razliku između pasivnog i aktivnog objašnjavanja priče".

## Vanjske poveznice
- Novine u internetskoj bazi filmova IMDb-a